# 豊田市博物館
豊田市博物館（とよたしはくぶつかん）は、愛知県豊田市にある博物館。豊田市美術館の隣接地に2024年（令和6年）4月26日に開館した。

## 概要
豊田市の歴史、文化、自然、産業などをテーマとする総合博物館で、豊田市郷土資料館（2022年閉館）と豊田市近代の産業とくらし発見館（2023年閉館）の機能を受け継ぐ施設として2024年4月に旧愛知県立豊田東高等学校跡地に開館した。豊田市や市内企業の環境への取り組みを市民に紹介した「とよたエコフルタウン」の機能も引き継いでいる。
博物館は建築家の坂茂の設計、庭園の設計は豊田市美術館と同じくランドスケープ・デザイナーのピーター・ウォーカーによる。

## 館内

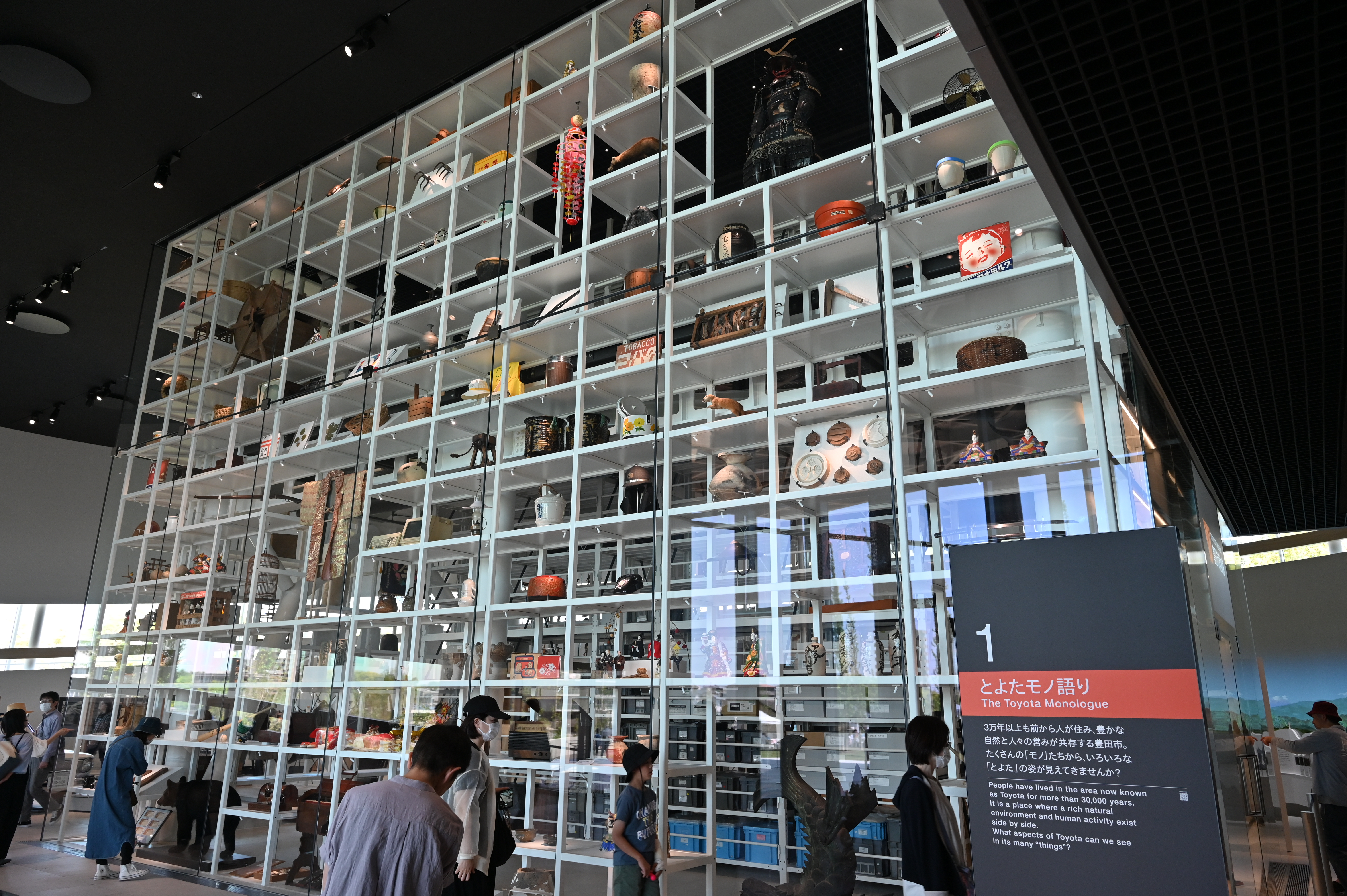
館内展示

### 1階
- 常設展示室
- 企画展示室 - 巡回展や展覧会を開催[5]
- コレクション展示室 - 指定文化財を展示[5]
- セミナールーム・体験室

### 2階
- 共同研究室・市民活用収蔵庫
- ミュージアムショップ
- ミュージアムカフェ

### 体験施設

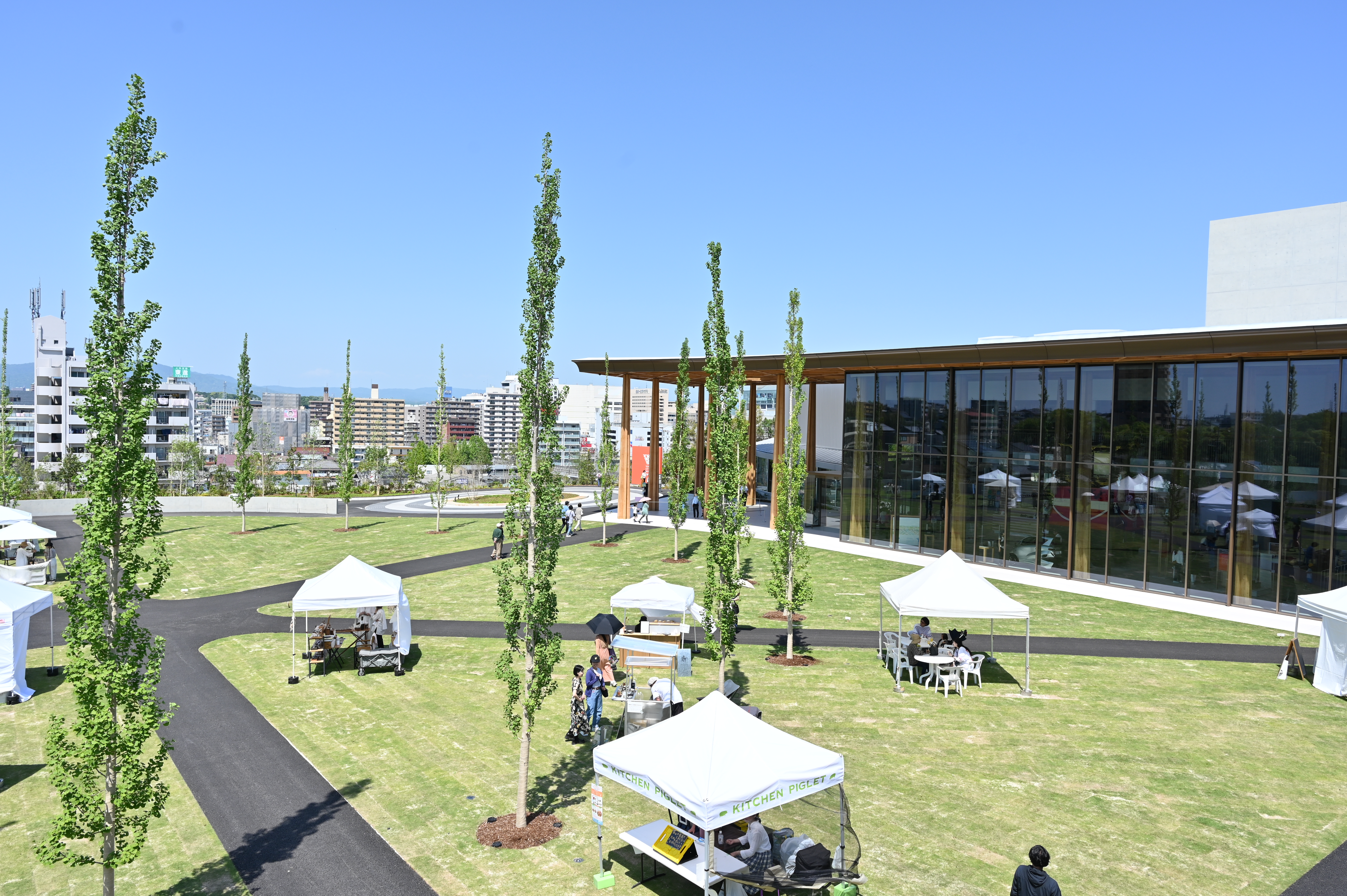
芝生広場

庭園内に芝生広場やビオトープ、江戸時代の民家（旧平岩家住宅）を移築した体験施設がある。

### どんぐりの森
豊田市内の小学生が採取したどんぐりを育て庭園内に森をつくるプロジェクト。

## 施設
- 敷地面積 約40,100㎡[5]。
- 建築面積 約4,500㎡[5]
- 延床面積 約7,800㎡（地上4階、RC造、鉄骨造、木造）[5]

## 所在地
- 愛知県豊田市小坂本町5丁目80番地[1]